# Färentuna församling
Färentuna församling var en församling i Stockholms stift och i Ekerö kommun i Stockholms län. Församlingen uppgick 1992 i Färingsö församling.

## Administrativ historik
Församlingen har medeltida ursprung och utgjorde tidigt ett eget pastorat för att därefter till 1943 vara moderförsamling i pastoratet Färentuna och Hilleshög. Från 1943 till 1992 annexförsamling i pastoratet Sånga, Skå, Färentuna och Hilleshög. Församlingen uppgick 1992 i Färingsö församling.

## Kyrkoherdar
| Ämbetstid  | Namn                     | Levnadstid | Övrigt          |
| ---------- | ------------------------ | ---------- | --------------- |
| 1310       | Olaus                    |            |                 |
| 1320       | Petrus                   |            |                 |
| 1543       | Canutus                  |            | Kontraktsprost. |
| 1590-talet | Andreas                  |            |                 |
| 1593-1598  | Petrus Olai              | -1598      |                 |
| 1598-      | Jonas Nicolai            |            |                 |
|            | Johannes                 |            |                 |
| 1619       | Lars Wendelius           |            |                 |
| 1634-1643  | Petrus Nicolai Brodinus  | 1576-1643  | Kontraktsprost. |
| 1644-1647  | Eric Erici Gåse          | -1647      |                 |
| 1648-1654  | Olaus Pauli Nordenius    | -1654      |                 |
| 1654-1675  | Anders Sepelius          | -1675      |                 |
| 1675-1686  | Petrus Johannis Livonius | -1686      | Kontraktsprost. |
| 1686-1694  | Isaac Petri Salmonius    | -1694      |                 |
| 1695-1722  | Sven Serenius            | -1722      | Kontraktsprost. |
| 1728-1774  | Eric Norrelius           | 1681-1774  | Kontraktsprost. |
| 1776-1788  | Eric Beijersten          | 1728-1788  |                 |
| 1789-1805  | Johan Lenholm            | 1752-1789  |                 |
| 1806-1821  | Eric Samuel Norling      | 1760-1821  |                 |
| 1822-      | Samuel Norrström         | 1781-      | Kontraktsprost. |

## Klockare och organister
| Ämbetstid | Namn                            | Levnadstid | Övrigt                             |
| --------- | ------------------------------- | ---------- | ---------------------------------- |
| 1619-1657 | Lars Simonsson                  |            | Klockare                           |
| 1681-1716 | Herman Hansson                  | 1652-1719  | Klockare                           |
| 1716-1724 | Johan Hermansson                | 1694-1724  | Klockare                           |
| 1725-1772 | Peter Lind                      | 1700-1772  | Organist och klockare.             |
| 1773-1812 | Jöns Sandberg                   | 1747-1812  | Organist och klockare.             |
| 1783      | Johan Wecksell                  | 1755-      | Vice organist.                     |
| 1812-1843 | Johan Sandberg                  | 1782-1846  | Organist och klockare.             |
| 1843-1847 | Jacob Wilhelm Wibom             | 1822-      | Vice organist och klockare.        |
| 1847-1889 | Philip Fredric Barthold Steffen | 1821-1889  | Organist, klockare och skollärare. |

## Kyrkor
- Färentuna kyrka